# Perrhybris pamela
Perrhybris pamela är en fjärilsart som först beskrevs av Stoll 1780.  Perrhybris pamela ingår i släktet Perrhybris och familjen vitfjärilar. Inga underarter finns listade i Catalogue of Life.

## Bildgalleri

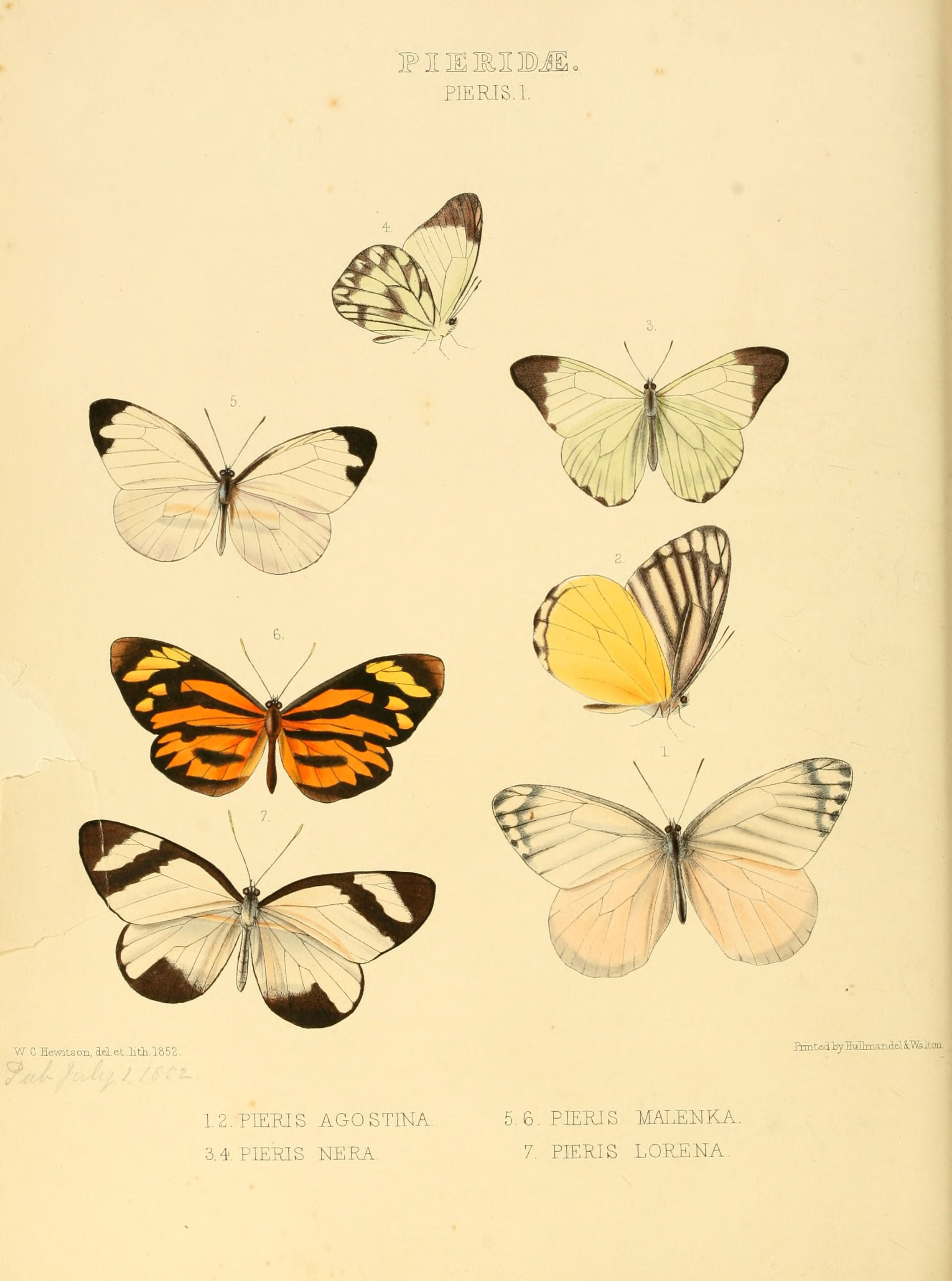